# Laura Elizabeth Hill McLaughlin
Pour les articles homonymes, voir Hill et McLaughlin.
Laura Elizabeth Hill McLaughlin, née le 3 septembre 1893 à Philadelphie (Pennsylvanie, États-Unis) et morte le 22 février 1991, est une informaticienne, instructrice et chercheuse en astronomie. En tant qu'astronome de l'Observatoire de Détroit (en) pour l'Université du Michigan, elle a mené des travaux de recherche aux côtés de son mari, l'astronome de l'Observatoire de Detroit Dean B. McLaughlin.

## Jeunesse et éducation
Élevée au sein du Foyer méthodiste pour enfants de Philadelphie, McLaughlin est le premier membre du foyer à fréquenter l'université. Elle obtient un baccalauréat universitaire en astronomie en 1917 avec sa thèse Proper Motions of Stars from Micrometric Measures (Mouvements propres d'étoiles à partir de mesures micrométriques) de l'Université Northwestern à Evanston, dans l'Illinois. Elle reste ensuite à la Northwestern pour obtenir un AM en astronomie. Afin d'obtenir un doctorat, McLaughlin va à l'Université du Michigan et, en 1929, obtient son doctorat en astronomie avec sa thèse A Micro-Photometric Study of the Spectrum of Beta Lyrae (Étude micro-photométrique du spectre de Beta Lyrae). La thèse a été menée sous la direction du directeur de l'Observatoire de Détroit (en), Ralph Hamilton Curtiss. Ce fut la dernière de ses principales publications de recherche.

## Carrière
Parallèlement à ses études, McLaughlin occupe également des postes d'enseignement et d'informatique. Plus précisément, tout en poursuivant son baccalauréat universitaire, McLaughlin enseigne la physique, les mathématiques et l'allemand dans trois lycées du Dakota du Sud et du New Jersey. Alors qu'elle poursuit sa maîtrise, McLaughlin travaille à l'observatoire de Dearborn (en) en tant que calculatrice. Son nom et ses travaux informatiques apparaissent dans la publication Stellar Parallaxes: Defined from Photographs made with the 18½-inch Refrator of the Detroit Observatory. Avant de commencer son doctorat à l'Université du Michigan, elle enseigne au Vassar College à Poughkeepsie, dans l'État de New York.

## Années ultérieures et héritage
McLaughlin épouse son collègue astronome de l'Observatoire de Détroit (en) Dean B. McLaughlin en 1927. C'est cette année-là que Dean rejoint la faculté de l'Université du Michigan en tant que professeur assistant d'astronomie, venant du Swarthmore College où il a passé trois ans en tant qu'instructeur de mathématiques et d'astronomie. Alors que McLaughlin aide son mari dans ses efforts de recherche astronomique à l'Observatoire de Detroit, elle ne publie aucuns travaux indépendants après sa thèse. Ils ont cinq enfants : un fils, Dean McLaughlin Jr., et quatre filles, Elizabeth Schick, Laura Alberta Dawson, Sarah McLaughlin et Lawrence Farley. Ils ont  quatorze petits-enfants. Elle reste une participante active aux activités communautaires de l'Église méthodiste jusqu'à sa mort en 1991.